# Gabrje pri Jančah
Gabrje pri Jančah – wieś w Słowenii, w gminie miejskiej Lublana. W 2018 roku liczyła 113 mieszkańców. 